# Beyond (1921)
Beyond é um filme de drama mudo produzido nos Estados Unidos em 1921, dirigido por William Desmond Taylor e com atuações de Ethel Clayton, Charles Meredith e Earl Schenck. É baseado na peça teatral The Lifted, de Henry Arthur Jones.